# Robert Pereira da Silva
Robert Pereira da Silva (nacido el 10 de abril de 1985) es un exfutbolista brasileño que se desempeñaba como centrocampista.
Jugó para clubes como el Iraty y Kashiwa Reysol.

## Trayectoria

### Clubes
| Club           | País   | Año         |
| -------------- | ------ | ----------- |
| Iraty          | Brasil | 2003 - 2005 |
| Kashiwa Reysol | Japón  | 2003        |

## Estadística de carrera

### J. League
| Club           | Año   | J. League | J. League | Copa J. League | Copa J. League | Total | Total |
| Club           | Año   | Part.     | Goles     | Part.          | Goles          | Part. | Goles |
| -------------- | ----- | --------- | --------- | -------------- | -------------- | ----- | ----- |
| Kashiwa Reysol | 2003  | 1         | 0         | 1              | 0              | 2     | 0     |
| Total          | Total | 1         | 0         | 1              | 0              | 2     | 0     |